# Daladala (Dar es Salaam)

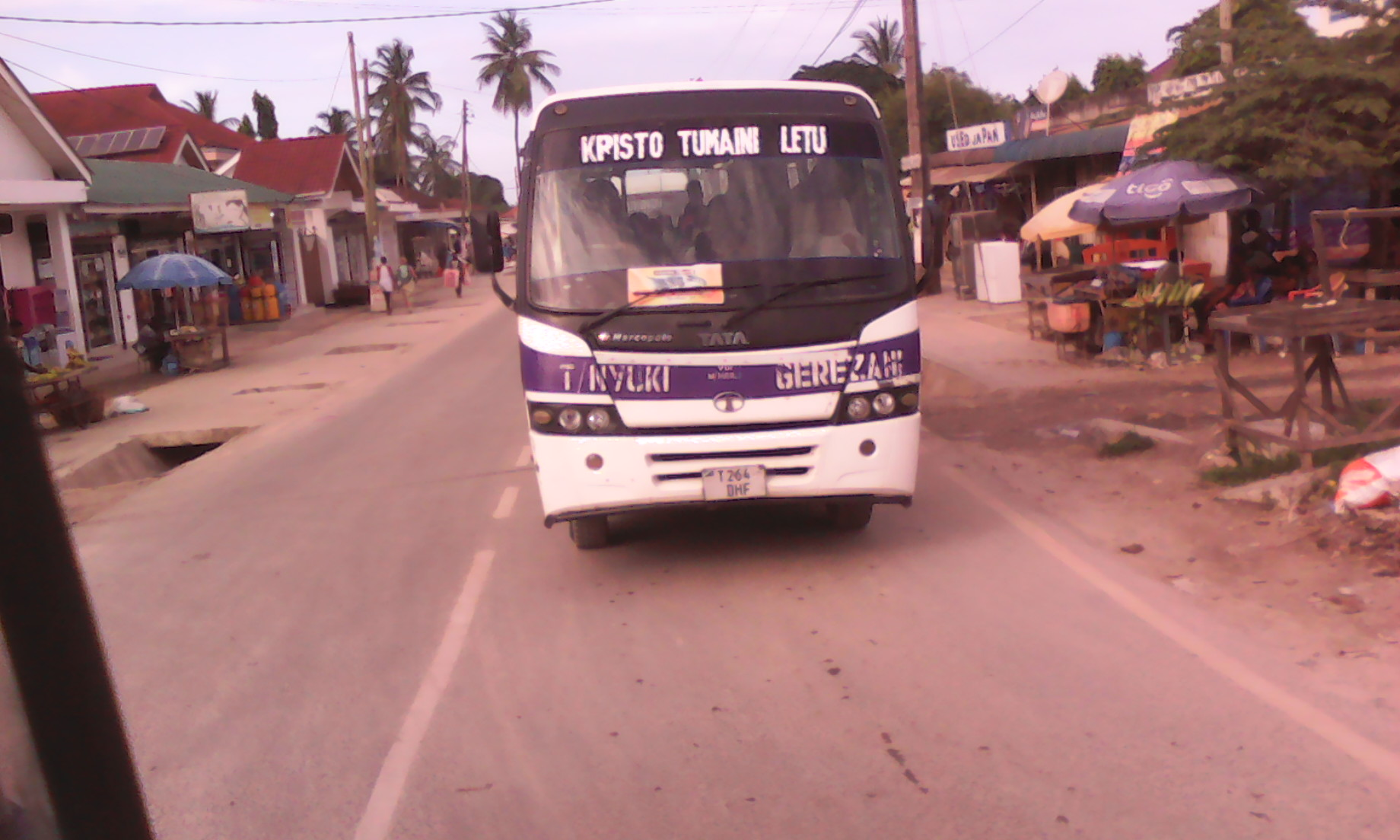
Ein Daladala-Bus in Dar es Salaam

Der Artikel Daladala (Dar es Salaam) beschreibt das Verkehrssystem Daladala in der einwohnerreichsten Stadt Tansania Tansanias, Dar es Salaam.
Das Daladala System ist 2025 der Hauptbestandteil des ÖPNV in Dar es Salaam.
Es handelt sich um Kleinbusse, welche 22 Sitze pro Sitzreihe aufweisen ausgenomennen jene der Linie Kawe Bagala/ Rangi 3 sowie Tabata /Nyuki - Gerezani, welche 46 Sitze sowie vier Sitze pro Sitzreihe aufweisen.
Besonders nachteilig stellt sich heraus, das es keinen offiziellen Netzplan gibt, welcher Fremden die Orientierung erschwert.
Sie verkehren ebenfalls nicht nach Fahrplan, jedoch in dichten Intervallen.
Daladalas werden nicht durch Personal betrieben welches bei Firmen angestellt ist, sondern durch Freiberufler welche die Fahrzeuge mieten.
Verglichen mit Bajajis und Bodabodas gelten sie aps sichere Verkehrsmittel.
Das Liniennssystem welches wie ueblich in Afrika und Asien nicht nach Nummern sondern nach Farben geht, weist Eine Farbe pro Endstation auf, somite hat Eine Linie eine bis drei Farben.
Die Daladala Fahrzeuge sind gebrauchtfahrzeuge aus Japan, Indien und Korea.
Das Daladala System hat verglichen mit dem Mwendokasi-Metrobus system den Nachteil, nicht unabhaengig von Stay zu sein, was jedoch kompsnsiert wird durch dichtere Intervalle und somite kürzere Wartezeiten verglichen mit den Mwendokasi-Bussen.
Daladalas haben einen Schaffner welche den Fahrpreis, in Kiswahili Nauli genannt, berechnet.
Der Fahrpreis richtet sich nach Distanz und liegt zwischen 500 und 1000 Tansanischen Schillingen (TZS).
Fahrkarten werden jedoch in der Regel nicht ausgegeben.
Auch ist der Unstieg in andere Linien oder Fahrtunterbrechungen ohne erneutes Bezahlen nicht vorgesenen.
Im Tarif existieren nur Einzelfahrten, Kurzzeit- und Zeitkarten existieren nicht.
Zwar wechselte nach Inbetriebmahme des Mwendokasi-Bussen.